# Theodor Kröger
Theodor Kröger (eigentlich Bernhard Altschwager, * 5. Dezember 1891 in Sankt Petersburg, Russisches Kaiserreich; † 24. Oktober 1958 in Klosters-Serneus, Graubünden) war ein deutscher Schriftsteller.

## Leben und Schaffen
Kröger wuchs als Sohn von Bernhard Friedrich Altschwager (1862–1931), dem Besitzer eines Uhrengeschäfts in St. Petersburg auf. Kröger besuchte das Gymnasium der reformierten Gemeinden in St. Petersburg, ging 1913 in Neuchâtel in eine Uhrmacherlehre und wurde, zurückgekehrt, nach Ausbruch des Ersten Weltkriegs als Reichsdeutscher nach Werchoturje im Ural verbannt.
Kröger war anerkannter Schriftsteller und Mitglied der nationalsozialistischen Reichsschrifttumskammer in Berlin, übersiedelte 1941 aus gesundheitlichen Gründen zunächst nach Österreich, 1946 in die Schweiz.
Seine Erlebnisse verarbeitete er in mehreren Werken:
- Mit seinem vorgeblich autobiographischen Roman Das vergessene Dorf, Vier Jahre Sibirien, Ein Buch der Kameradschaft (1934, zuletzt 1981) erzielte Kröger seinen größten Erfolg mit über einer Million Exemplaren. Kröger schildert als Ich-Erzähler, wie er nach Ausbruch des Ersten Weltkriegs versuchte, nach Deutschland zu fliehen, aber als mutmaßlicher deutscher Spion verhaftet und nach Nikitino jenseits der Bahnstation Iwdel in Sibirien verbannt wird. Er schildert die Erlebnisse als deutscher Kriegsgefangener; in der Handlung freundet er sich mit dem Polizeihauptmann Iwan Iwanowitsch an, heiratet die schöne Tartarin Fayme, setzt sich für deutsche und österreichische Kriegsgefangene ein, veranlasst den Bau einer Schule. Der Roman endet dramatisch mit dem Untergang des Städtchens Nikitino in den Wirren der Oktoberrevolution. Ein zweiter, ebenfalls fiktiv-autobiografischer Roman, mit dem Titel Natascha schildert sein Leben nach der Rückkehr nach Deutschland; der Roman erschien 1960 posthum.
- Der Liebesroman Heimat am Don aus dem Russland in der Zeit des Ersten Weltkriegs und der bolschewistischen Herrschaft beinhaltet Kriegs- und Liebeshandlungen vor dem Hintergrund des letzten Verzweiflungskampfes der Weißen Armee auf der Krim. In der NS-Zeit war der Titel mit einer Auflage von über 300.000 Exemplaren ein Bestseller.[1]
- Das Buch Brest-Litowsk, Untertitel: Beginn und Folgen des bolschewistischen Weltbetrugs, beinhaltet zahlreiche Schwarzweiß-Fotos rund um die Friedensverhandlungen von Brest-Litowsk 1917. Es kritisiert gezielt negative Begleiterscheinungen der russischen Revolution aus Sicht eines deutschstämmigen Weltbürgers.

## Werke

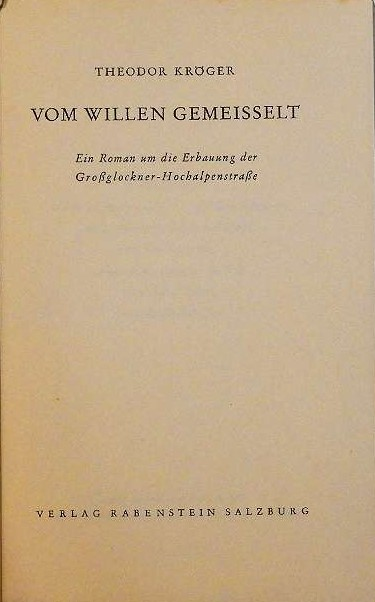
Vom Willen gemeißelt (1951)

- Das vergessene Dorf. Vier Jahre Sibirien. Ein Buch der Kameradschaft. Propyläen-Verlag Berlin 1934. 1. Neuausgabe: Bertelsmann-Lesering 1954; 2. Neuausgabe (786.–790. Tsd.): Fleischhauer und Spohn Verlag, Bietigheim-Bissingen 1981; 3. Neuausgabe: Weltbild-Verlag, Augsburg 1995, ISBN 3-89350-941-0.
- Heimat am Don. Propyläen-Verlag, Berlin 1937. Neuausgaben: Bertelsmann-Lesering 1955; Fleischhauer und Spohn Verlag, Bietigheim-Bissingen 1981; Weltbild-Verlag, Augsburg 1995, ISBN 3-89350-941-0.
- Brest-Litowsk. Beginn und Folgen des bolschewistischen Weltbetrugs. Ullstein, Berlin 1937.
- Kleine Madonna. Propyläen-Verlag, Berlin 1938.
- Der Schutzengel. Eine Erinnerung aus dem vergessenen Dorf. Propyläen-Verlag, Berlin 1939.
- Lächelnd thront Buddha. W. Classen Verlag, Zürich 1947 (1950 unter dem Titel Sturm über dem Himalaja).
- Sturm über dem Himalaja. Deutscher Buchklub, Hattingen 1951.
- Vom Willen gemeißelt. Ein Roman um die Erbauung der Großglockner-Hochalpenstraße. Rabenstein Verlag, Salzburg 1951.
- Schatten der Seele. Rabenstein Verlag, Salzburg 1952.
- Natascha. Bertelsmann Lesering, Gütersloh 1963. Postum durch seine Frau Hildegard Kröger im Herbst 1960 aufgrund wiederholter Anfragen von Lesern veranlasst. Neuausgaben: Fleischhauer und Spohn Verlag, Bietigheim-Bissingen 1981; Weltbild-Verlag, Augsburg 1995, ISBN 3-89350-941-0.